# Мак-Каббин, Фредерик
Фредерик Мак-Каббин (англ. Frederick McCubbin, 25 февраля 1855, Мельбурн — 20 декабря 1917, Саут-Ярра) — австралийский художник, один из крупнейших представителей Гейдельбергской школы, реалистического течения в австралийской живописи конца XIX века.

## Биография
Фредерик Мак-Каббин родился в 1855 году в Мельбурне, третьим из восьми детей в семье пекаря Александра Маккаббина и его жены Энни, урождённой Мак-Уильямс. До 1869 года посещал школу, затем устроился работать помощником солиситора. Одновременно он помогал своей семье, развозя тележки с хлебом. Около 1870 года Мак-Каббин начал посещать вечерние занятия живописи, а в 1871 году устроился на пять лет учеником в художественную мастерскую, занимающуюся росписью экипажей. В 1872 году он начал учиться в школе дизайна при Национальной галерее Виктории у Томаса Кларка, позже у Освальда Роуза Кэмпбелла и Юджина фон Герара (англ. Eugene von Guerard). Мак-Каббин также учился в Академии искусств Виктории и участвовал в её ежегодных выставках. На выставке 1880 года ему удалось продать свою первую картину.
В 1877 году отец художника умер, и тому пришлось взять ответственность за семейное пекарное дело. Он продолжал учиться живописи, уже у нового директора Национальной галереи Виктории, Джорджа Фредерика Фолингсби (англ. George Frederick Folingsby), до 1885 года.
Уже ранние работы Мак-Каббина, выполненные им в период обучения, получили благожелательные отзывы критики. Если в ранних работах, несших отпечатки влияния Фолингсби, он в основном изображал городские пейзажи, с 1884 года художник обратился к темам сельской Австралии и начал работать на пленэре, в буше около Мельбурна.
В 1885 году вместе со своим другом Томом Робертсом они создали лагерь для регулярных занятий живописью на открытом воздухе. Позже к ним присоединились Артур Стритон и Джордж Росси Эштон. Позже, в 1891 году, эти художники стали ядром так называемой гейдельбергской школы живописи, называемой так, потому что они писали свои работы около Хайделберга, пригорода Мельбурна. В 1886 году Мак-Каббин получил место преподавателя в Школе дизайна Национальной галереи Виктории, и в том же году он стал одним из основателей Ассоциации австралийских художников, образованной группой художников, ушедших из Академии искусств Виктории. В 1888 году Ассоциация и Академия снова объединились, образовав Общество художников Виктории. В 1903—1904 и 1909 годах Мак-Каббин был избран президентом Общества.
В 1889 году он женился на Анне Мориарти (англ. Annie Moriarty). Их сын Луис Фредерик, родившийся в 1890 году, позже стал директором Художественной галереи Южной Австралии. Кроме него, в семье было ещё шесть детей.
В 1893 году первая работа художника, «Время кормить птиц», была куплена государственным музеем — Национальной галереей Виктории. Интересно, что позже эта картина была обменена на другую картину Мак-Каббина и в настоящее время находится в частном собрании. В 1898 году картины Мак-Каббина были отобраны на выставку австралийского искусства, проходившую в Лондоне. 22 апреля 1904 года в Мельбурне открылась большая персональная выставка художника.
В 1907 году впервые в жизни Фредерик Мак-Каббин посетил Европу, побывав в Англии и Франции. На него произвели большое впечатление работы Тёрнера, влияние которого просматривается во всём позднем творчестве художника.
В 1915 году Мак-Каббин получил известия о том, что его брат утонул при крушении пассажирского парохода, а его сын Хью был ранен при Галлиполи. Эти сообщения подорвали здоровье художника, после чего он уже не восстановился. В 1916 году он ушёл в отставку с должности преподавателя, которую занимал тридцать лет, а 20 декабря 1917 года умер в своём доме в Соут-Ярре, пригороде Мельбурна, от инфаркта. Похоронен на Брайтонском кладбище в Мельбурне.
Работы Мак-Каббина имеются в собраниях всех крупных австралийских художественных музеев, включая Национальную галерею Австралии. Его картина «Идиллия буша» (1893) в 1998 году была продана на аукционе более чем за два миллиона долларов, что является рекордом для австралийской живописи. В 1989 году одна из галерей Общества художников Виктории получила имя Фредерика Мак-Каббина. Одна из картин художника вдохновила Поликсени Папапетру на создание серии фотографий «Загадочная страна» (2006).